# 短鬚石首魚
短鬚石首魚為輻鰭魚綱鱸形目鱸亞目石首魚科的其中一種，分布西大西洋區，從巴哈馬群島至巴西海域，棲息深度可達100公尺，體長可達35公分，棲息在沿海水質清澈，沙底質海域，屬肉食性，以底棲性無脊椎動物為食，可做為食用魚或遊釣魚。